# Blancanieves
Pour plus de détails, voir Fiche technique et Distribution.
Blancanieves est un film dramatique hispano-français coproduit, écrit et réalisé par Pablo Berger et sorti en 2012. Ce film, muet en noir et blanc, est une très libre adaptation du conte Blanche-Neige, transposé dans l'Andalousie des années 1920 et évoquant notamment la tauromachie et le flamenco, deux thèmes importants de la culture andalouse.

## Synopsis
Dans les années 1920 à Séville, Antonio Villalta, un célèbre matador, est grièvement blessé par un taureau lors d’un combat. Au même moment, son épouse, une chanteuse de flamenco, meurt lors de l’accouchement de leur fille Carmen. Attirée par la fortune de l’homme, Encarna, l’infirmière qui s’était occupée d’Antonio Villalta, épouse ce dernier. N’ayant jamais connu sa mère et ne voyant jamais son père, la petite Carmen passe les premières années de sa vie aux côtés de sa grand-mère Doña Concha, mais celle-ci décède subitement.
Carmen est donc conduite à la luxueuse propriété habitée par Encarna, qui la réduit au rang de domestique, avec pour interdiction formelle de se rendre à l’étage de l’habitation.
Un beau jour, alors que son animal de compagnie, un coq dénommé Pepe, s’échappe dans l’habitation, la petite Carmen se rend à l’étage. Elle découvre dans une pièce son père, désormais tétraplégique et également sous la coupe d’Encarna, qui le méprise totalement et qui utilise sa fortune pour mener une vie de luxe et fréquenter d’autres hommes. Pendant les mois suivants, la fillette rejoindra  son père malgré l'interdiction d'Encarna chaque fois qu’elle le pourra. Celui-ci fera son éducation et lui apprendra notamment la tauromachie.
Encarna découvre un jour le pot aux roses et pour se venger tue le coq de Carmen qu’elle lui prépare au dîner, en la menaçant de l’exécuter elle aussi si elle lui désobéit encore. Quelque temps après, Encarna pousse la chaise roulante de son mari dans les escaliers pour faire croire à une mort accidentelle. Elle envoie un de ses employés exécuter Carmen, qui la laisse pour morte après l’avoir noyée.
Inconsciente et amnésique mais vivante, Carmen est recueillie par un groupe de nains qui constituent une troupe itinérante de toreros faisant de la parodie de corrida, qui la baptisent Blancanieves. Elle décide de les suivre. Un jour, elle descend dans l’arène pour sauver un des personnages de la troupe lors d’un combat avec un taureau et les autres découvrent alors ses qualités de torero. Le succès allant croissant, la troupe se retrouve à l’honneur dans l’arène principale de Séville. Encarna reconnait Carmen sur l’affiche et se rend à l’arène avec une pomme contenant un poison puissant. Jaloux de la popularité de Blancanieves, le torero principal de la troupe intervertit les plaques correspondant aux taureaux désignés pour chaque matador et Blancanieves se retrouve face au plus gros taureau de la journée. Elle sort malgré tout victorieuse de cette joute et est encensée par le public de l’arène. Le public ayant voté contre la mise à mort du taureau, celui-ci est reconduit vers le toril.
Pendant l’ovation, Encarna se rapproche de la piste pour offrir la pomme à Blancanieves. Bien qu’ayant reconnu la femme qui l’a fait tant souffrir, elle accepte la pomme et meurt aussitôt. Ayant compris ce qui venait de se passer, les autres toreros poursuivent Encarna, qui s’est réfugiée dans le toril et succombe face au taureau.
Les nains se reconvertissent en artistes de foire, utilisant même le corps embaumé de Blancanieves comme attraction mais qui semble, à la dernière minute du film, verser une larme après avoir reçu un baiser de la part d'un des nains.

## Fiche technique
- Titre original : Blancanieves
- Réalisation : Pablo Berger
- Scénario : Pablo Berger
- Direction artistique : Alain Bainée
- Décors :
- Costumes : Paco Delgado
- Montage : Fernando Franco
- Musique : Alfonso Vilallonga
- Photographie : Kiko de la Rica
- Son : film muet
- Production : Pablo Berger, Ibon Cormenzana et Jérôme Vidal
- Sociétés de production : Arcadia Motion Pictures, Arte, Canal+, Mama Films, Noodles Production, Nix Films, Sisifo Films, Thekraken Films et TV3
- Sociétés de distribution : Wanda Distribución (Espagne) ; Rezo Films (France)
- Pays d’origine :  Espagne/ France
- Langue originale : film muet (cartons originaux en espagnol)
- Durée : 105 minutes
- Format : noir et blanc - 2,35:1 - 35 mm -  son Dolby numérique
- Genre : drame
- Dates de sortie : 
  - Espagne : 28 septembre 2012
  - France : 23 janvier 2013
- Dates de sortie DVD :
  - France : 13 juin 2013

## Distribution
- Maribel Verdú : Encarna, la marâtre, belle-mère de Carmencita
- Macarena García : Carmencita adulte, dite « Blancanieves »
- Daniel Giménez Cacho : Antonio Villalta, le père de Carmencita, célèbre matador
- Ángela Molina : Doña Concha, la grand-mère de Carmencita
- Sofía Oria : Carmencita enfant
- Pere Ponce (es) : Genaro, le chauffeur et amant d'Encarna
- Josep Maria Pou : Don Carlos Montoya, l'imprésario
- Inma Cuesta : Carmen de Triana, la mère de Carmencita, chanteuse de flamenco
- Itziar Castro : Tocino de Cielo
- Ramón Barea (es) : Don Martín
- Sergio Dorado : Rafita, un des nains
- Emilio Gavira (en) : Jesusín, un des nains
- Alberto Martínez : Josefa, un des nains
- Jinson Añazco	: Juanín, un des nains
- Michal Lagosz	: Manolín, un des nains
- Jimmy Muñoz : Victorino, un des nains
- Oriol Vila : le jeune arrogant
- Carlos Lasarte (es) : le vieil homme

## Accueil

### Accueil critique
En France, le site Allociné propose une moyenne de 4/5 à partir de l'interprétation de 25 critiques de presse.

### Box-office
- France : 141 365 entrées[2]

## Distinctions

### Récompenses
- Festival international du film de Saint-Sébastien 2012 : Prix spécial du jury et Coquille d'argent de la meilleure actrice pour Macarena García[3]
- Festival international du film de Palm Springs 2013 : Cine Latino Award
- Prix Gaudí 2013 : meilleure direction artistique pour Alain Bainée
- Goyas 2013[4]:
  - Meilleur film
  - Meilleure actrice pour Maribel Verdú
  - Meilleur espoir féminin pour Macarena García
  - Meilleur scénario original pour Pablo Berger
  - Meilleure direction artistique pour Alain Bainée
  - Meilleurs costumes pour Paco Delgado
  - Meilleurs maquillages et coiffures pour Sylvie Imbert et Fermín Galán
  - Meilleure photographie pour Kiko de la Rica
  - Meilleure chanson originale : No te puedo encontrar de Pablo Berger et Juan Gómez
  - Meilleure musique originale pour Alfonso de Vilallonga
- Festival international du film de Carthagène 2013 : Prix spécial du jury[5].
- Festival international du film de Dublin 2013 : Prix spécial du jury.
- Chlotrudis Awards 2014 : Meilleurs décors

### Nominations et sélections
- Festival du film de Sydney 2013 : sélection « Special Presentations at the State »
- Goyas 2013 : 18 nominations[Lesquelles ?]
- Prix du cinéma européen 2013 :
  - Meilleur film européen
  - Meilleur réalisateur pour Pablo Berger
- Césars 2014 : meilleur film étranger